# 미카엘 작전
미카엘 작전(독일어: Unternehmen Michael)은 제1차 세계 대전 중 1918년 3월 21일 독일 춘계 공세를 개시한 독일군의 주요 공격 작전이었다. 이 작전은 프랑스 생캉탱 인근의 힌덴부르크선에서 시작되었다. 목표는 연합군(협상국) 전선을 돌파하고 북서쪽으로 진격하여 영국 원정군 (BEF)에 보급품을 공급하는 채널 포트를 점령하고 BEF를 바다로 몰아내는 것이었다. 이틀 후, 독일 참모총장 에리히 루덴도르프 장군은 계획을 수정하여 솜강 북쪽 영국군 전선 전체를 따라 서쪽으로 공격을 추진했다. 이는 원래의 BEF를 바다로 몰아내는 개념을 계속하기 전에 프랑스군과 영국군을 먼저 분리하기 위한 것이었다. 이 공격은 연합군 통신 중심지인 아미앵 동쪽의 빌레르-브르통뇌에서 독일군의 진격을 저지하는 데 성공하며 끝났다. 독일군은 많은 사상자를 냈고 진격하는 병력에게 보급품을 유지할 수 없었다.
전투가 벌어진 많은 지역은 1916년 솜 전투로 인해 황무지가 되었다. 따라서 이 작전은 영국 전투 명명 위원회에 의해 공식적으로 1918년 솜 전투 중 제1차 전투로 명명되었으며, 프랑스에서는 이를 제2차 피카르디 전투(2ème Bataille de Picardie)라고 부른다. 이 공격의 실패는 독일의 제1차 세계 대전 종전의 시작을 알리는 신호였다. 미국 원정군에서 대규모 증원군이 프랑스에 도착하여 협상국의 사상자를 보충했지만, 독일군은 이 증원군이 전장에 도착하기 전에 손실에서 회복할 수 없었다. 미카엘 작전은 목표를 달성하지 못했고, 독일군의 진격은 1918년 솜 전투 제2차 전투 (8월 21일 – 9월 3일)에서 연합군의 백일 공세 중에 역전되었다.

## 배경

### 전략적 발전

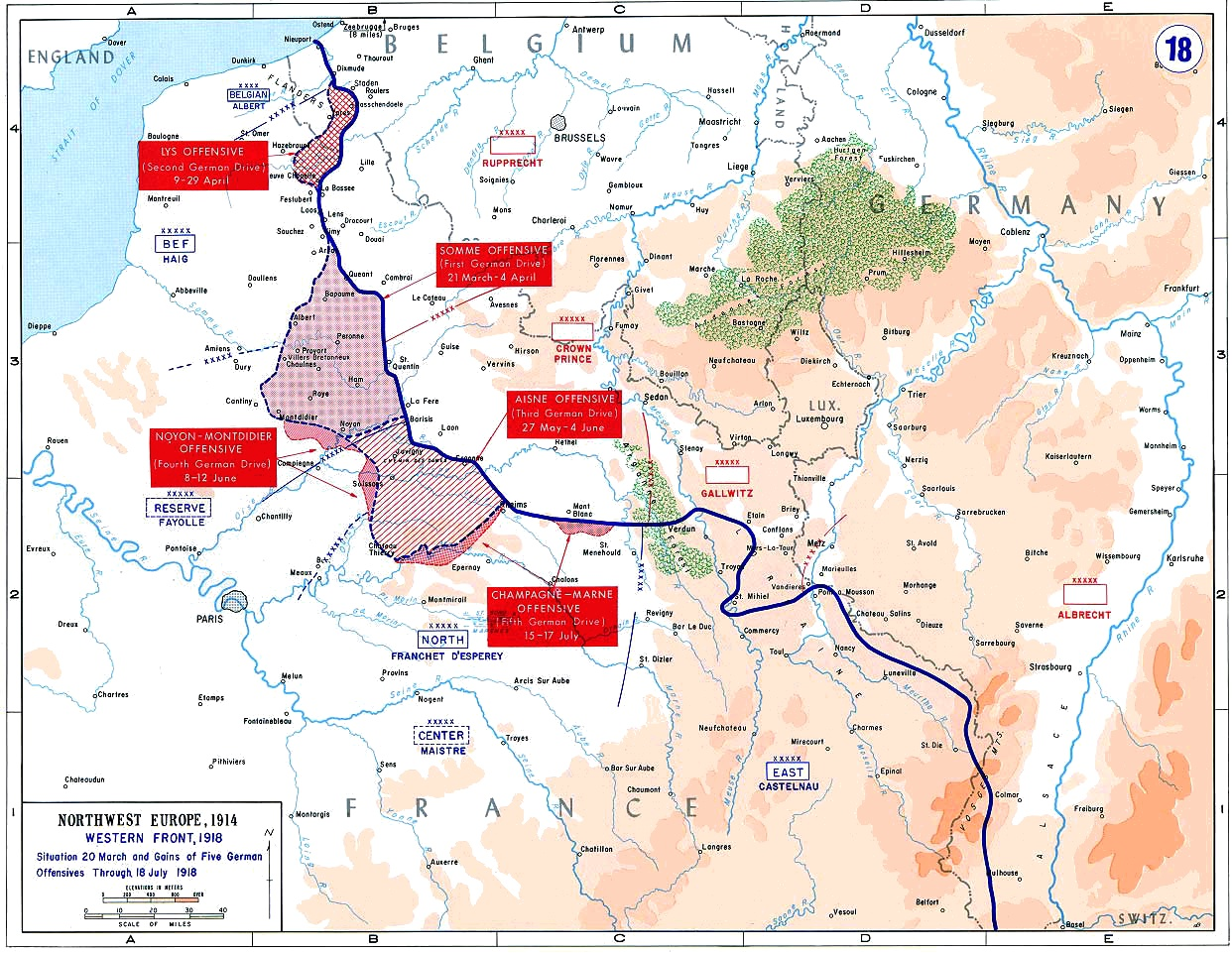

1917년 11월 11일, 독일 최고사령부(최상급육군지휘부, OHL)는 다음 봄 서부 전선에서 결정적인 공세를 펼치기를 희망하며 논의했다. 그들의 목표는 원수 더글러스 헤이그 경이 지휘하는 영국 원정군(BEF)으로, 그들은 1917년 아라스, 메시네스, 파스샹달, 캉브레 전투로 인해 지쳐있다고 믿었다. 에리히 루덴도르프 장군은 1918년 1월 21일 공격을 결정했다. 1918년 초, 독일 국민은 거의 기아 상태에 있었고 전쟁에 지쳐 있었다. 1918년 2월 중순, 독일이 러시아 항복과 브레스트-리토프스크 조약을 협상하는 동안, 루덴도르프는 동부에서 거의 50개 사단을 이동시켰고, 서부 전선에서 독일군의 병력은 연합군보다 많아졌다. 독일은 3월 21일 서부 전선에 192개 사단과 3개 여단이 있었고, 독일군 전체 241개 사단 중 그 수가 그러했다. 이 중 110개 사단이 최전선에 있었고, 50개 사단은 더 작은 영국 전선에 맞서고 있었다. BEF에 맞서는 31개 사단 외에 67개 추가 사단이 예비군으로 있었다. 1918년 5월까지 318,000명의 미군 병력이 프랑스에 도착할 것으로 예상되었고, 8월까지는 100만 명이 더 도착할 것으로 예상되었다. 독일군은 미국 원정군(AEF)의 병력 증강이 완료되기 전에 연합국을 격파하는 것이 승리할 유일한 기회임을 알고 있었다.
1918년 춘계 공세 또는 Kaiserschlacht(카이저의 전투)에 대한 독일 전략은 미카엘, 조르젯, 그나이제나우, 블뤼허-요르크의 네 가지 공세를 포함했다. 미카엘은 솜에서 발생했고, 조르젯은 리스와 이프르에서 수행되었는데, 이는 적을 혼란시키기 위해 계획되었다. 블뤼허는 샹파뉴 지역에서 프랑스군에 맞서 발생했다. 영국 정보부는 독일군 공세가 준비되고 있음을 알고 있었지만, 이 광범위한 계획은 연합군 지휘관들이 예상했던 것보다 훨씬 더 야심찬 것이었다. 루덴도르프는 솜강을 가로질러 진격한 다음 북서쪽으로 방향을 틀어 아르투아 전선 후방의 영국군 통신선을 끊어 BEF를 플랑드르에 가두는 것을 목표로 했다. 연합군은 영국군 보급에 필수적인 채널 항구에서 멀어지게 될 것이고, 독일군은 이 항구와 다른 통신선을 공격할 수 있었다. 영국군은 포위되어 항복할 것이다.
영국 총리 데이비드 로이드 조지는 군사적 조언에도 불구하고 불로뉴 회의에서 BEF가 더 많은 전선을 맡는 데 동의했으며, 그 후 영국군은 전선을 확장했다. 프랑스군으로부터 인계받은 "전선"은 거의 존재하지 않았고, 더 북쪽의 진지까지 쉽게 방어할 수 있도록 많은 작업이 필요했으며, 이는 제5군(휴버트 고프 장군) 지역의 진행을 늦췄다. 1917년~1918년 겨울 동안, 새로운 영국 전선은 그 지역의 파괴된 마을들 사이에서 많은 소규모 부대 작전을 통해 생캉탱 주변에 아치형으로 설정되었다. 고립된 전초기지, 전선상의 틈새, 그리고 많은 논쟁 지역과 황무지가 있었다. 이 진지들은 새로운 종심방어 3구역 방어 시스템을 구축하여 점진적으로 개선되었지만, 대부분의 작업은 보병 작업대가 수행했다. 전투 구역의 대부분의 요새는 1918년 3월까지 완성되었지만, 후방 구역은 여전히 건설 중이었다.
BEF는 보병 보충 부족으로 인해 재편성되었다. 사단은 전쟁 초기 독일군과 프랑스군이 수립한 모델에 따라 12개 대대에서 9개 대대로 축소되었다. 상비군 및 제1선 국토방위군 대대는 더 높은 번호의 제2선 국토방위군 및 신군 대대보다 우선적으로 유지되어야 한다고 규정되었다. 제2선 국토방위군 및 신군 사단은 심하게 붕괴되어, 일부 경우에는 상비군 또는 제1선 국토방위군 사단에서 전출된 부대를 위해 대대의 절반을 해체해야 했다. 대대는 1,000명의 병력을 보유했으나, 일부는 겨울 동안 사상자와 질병으로 인해 500명 미만의 병력을 보유했다.

### 전술적 발전

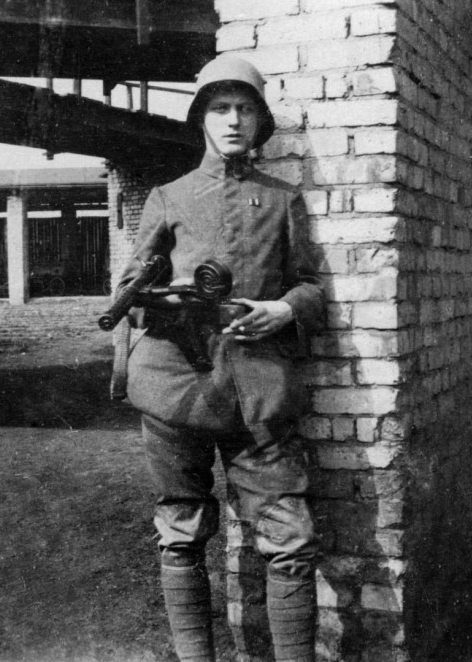
1918년 봄 MP 18 기관단총을 든 독일 돌격병

독일군은 특히 1917년 리가 전투에서 효과적임이 입증된 개방전 전술을 훈련했다. 독일군은 돌격병((Stoßtruppen)) 부대를 개발했는데, 이는 침투 전술을 사용하여 작은 그룹으로 신속하게 진격하며 간격과 약한 방어를 활용하는 정예 보병이었다. Stoßtruppen은 중무장한 지역을 우회하여 후속 보병 부대가 고립된 후 처리할 수 있도록 했고, 후방의 적군 사령부, 포병 부대 및 보급 창고를 공격하여 통신을 신속하게 교란시켰다. 각 사단은 가장 우수하고 건장한 병사들을 돌격 부대로 전출시켰고, 이들로부터 몇 개의 새로운 사단이 형성되었다. 이 과정은 독일군에게 공격에서 초기 우위를 제공했지만, 최고의 병사들이 불균형적인 사상자를 입는 반면, 예비 병력은 질이 낮다는 것을 의미했다.
포병 전술의 발전 또한 영향력이 컸다. 루덴도르프는 많은 포병과 박격포를 사용하여 포병과 기관총 진지, 사령부, 전화 교환소, 철도, 통신 중심지에 집중된 "허리케인" 포격을 가함으로써 느리고 파괴적인 철조망 절단 포격을 없앨 수 있었다. 포격에는 세 가지 단계가 있었다: 지휘 및 통신에 대한 짧은 사격, 파괴적인 대포병 포격, 그리고 최전선 진지에 대한 포격. 심층 포격은 적의 대응 능력을 무력화하는 것을 목표로 했으며, 보병이 포화 뒤에서 공격하기 전에 기습을 유지하기 위해 몇 시간만 지속되었다. 이러한 포병 전술은 1918년까지 독일이 서부 전선에 배치한 엄청난 수의 정확한 중포와 대량의 탄약 덕분에 가능했다.
제51 (고지대) 사단의 한 장교는 다음과 같이 썼다. "1917년... 우울한 분위기 속에서 막을 내렸다. 서부 전선의 대부분의 사단은 계속해서 공격 작전에 참여했으며... 모두 지쳐... 약해졌다." 1917년 12월 캉브레 역습(Gegenschlag) 이전 서부 전선에서의 마지막 독일군 공세는 베르됭에서 프랑스군에 맞서 이루어졌기 때문에 영국군 지휘관들은 방어 경험이 거의 없었다. 1917년 독일군에 의한 종심 방어 시스템과 참호선 개발은 영국군이 유사한 종심방어 시스템을 채택하게 만들었다. 이는 최전선에 배치된 병력의 비율을 줄였는데, 이 지역은 저격수, 정찰병 및 기관총 진지로 가볍게 방어되었고, 예비군과 보급품은 독일 포병으로부터 멀리 떨어진 후방에 집중되었다. 영국군 사단은 9개 보병 대대를 지역 상황과 지휘관의 견해에 따라 전방 및 전투 구역에 배치했다. 제5군의 보병 대대 중 1⁄3과 제3군의 유사한 수의 대대가 전방 구역을 방어했다.
전방 구역은 현지 지형에 따라 깊이 3개 선으로 조직되었다. 처음 두 선은 특히 제5군 지역에서는 연속적으로 유지되지 않았고, 불규칙한 지원 초소선 앞에 고립된 전초 초소 그룹으로 구성되었다. 세 번째 선은 2개 또는 4개 소대 규모의 작은 진지들로 이루어져 있었다. 초소와 진지들은 그 사이의 지형이 기관총과 소총 사격 또는 진지 인근의 기관총 사격으로 쓸어버릴 수 있도록 배치되었다. 전방 구역 방어는 많은 병력보다는 화력에 의존했지만, 제5군 지역에서는 병력 부족으로 인해 대규모 공격을 격퇴하기에는 너무 약했다. 전투 구역 또한 일반적으로 전방, 중간, 후방의 3개 방어 시스템으로 조직되었으며, 통신 참호와 전환선으로 연결되어 방어군은 연속적인 선보다는 저항 중심지에 집중되었다. 제5군의 보병 및 공병 대대 110개 중 약 36개가 전방 구역을 방어했다. 포병, 참호 박격포 및 기관총도 깊이 있게 배치되었으며, 대포병 사격, 수송로에 대한 교란 사격, 집결 참호에 대한 사격, 그리고 공격 징후가 나타나자마자 영국군 진지 전면을 따라 포격을 가할 수 있도록 위치가 선정되었다. 포병 진지 또한 측면 및 후방에 대체 진지를 마련하여 엄폐 및 은폐를 제공하도록 선택되었다. 포병의 약 2⁄3는 전투 구역에 있었고, 일부 포는 더 전방에, 일부 포대는 은폐되어 독일군 공세가 시작되기 전까지 사격을 금지했다.

## 전조

### 독일 공격 계획
독일군은 1917년 2월부터 4월까지 영국군이 점령한 힌덴부르크선으로의 독일군 후퇴 이후 생캉탱 주변 지역을 공격하기로 결정했다.
공격군은 아라스, 생캉탱, 라페르 사이의 69-킬로미터 (43 mi) 전선에 걸쳐 분산되었다. 루덴도르프는 루프레히트 황태자 집단군의 제17군(오토 폰 벨로우), 제2군(게오르크 폰 데어 마르비츠)과 독일 황태자 집단군 소속의 제18군(오스카 폰 후티어 장군), 그리고 제7군으로 나누어 74개 사단, 6,600문의 포, 3,500문의 박격포, 그리고 326대의 전투기로 구성된 병력을 집결시켰다. 공격의 주력은 아라스와 생캉탱 남쪽 몇 킬로미터 사이에 집중되었으며, 이 지역에 제18군이 27개 사단을 배치했다. 총 44개 사단이 미카엘 작전에 배정되었고 이동 사단으로 불리며 병력과 장비가 완전히 보충되었다. 35세 이상의 병사들은 전출되었고, 각 사단에 기관총 부대, 공중 지원 부대, 통신 부대가 추가되었으며 보급 및 의료 부대도 재정비되었지만, 만성적인 말과 사료 부족은 해결할 수 없었다. 새해가 시작될 무렵, 이동 사단들은 최신 독일 공격 교리에 대한 훈련을 위해 철수되었다.

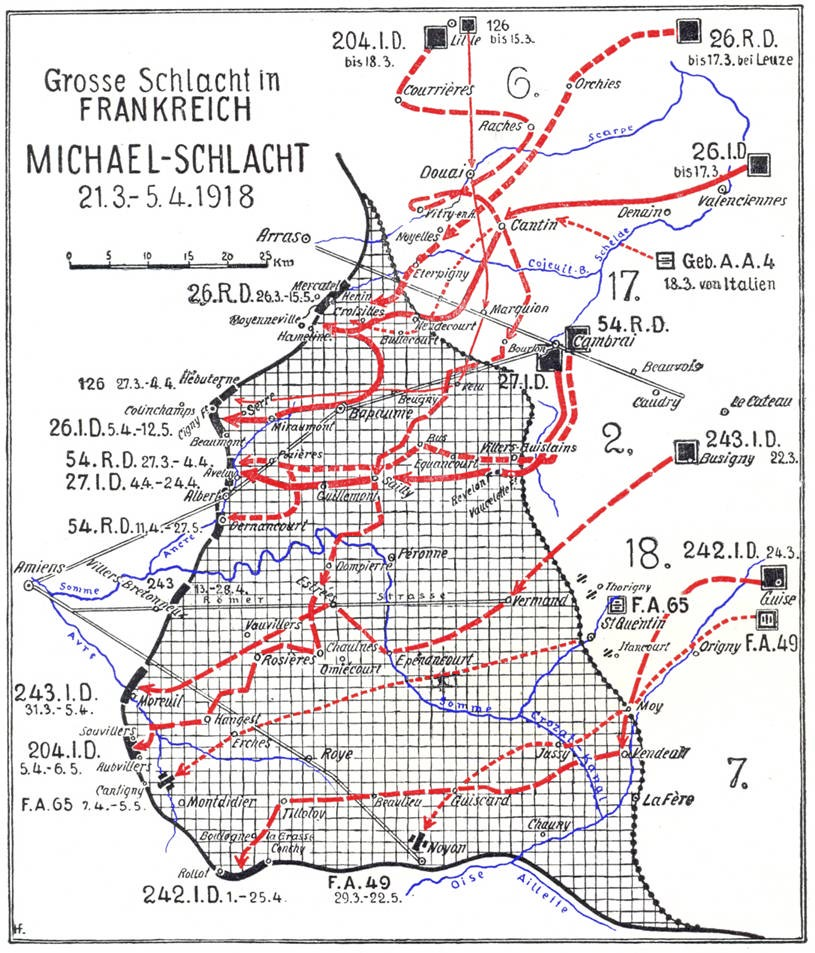

훈련은 빠른 진격, 기관총 제압, 포병과의 통신 유지를 강조하여 보병과 포격이 함께 움직이도록 했다. 보병은 경기관총, 박격포, 소총 유탄을 지급받고 집중적으로 훈련받았다. 30개 사단이 새로운 전술로 훈련받았지만, 정예 사단보다 장비 규모가 낮았고, 나머지 사단은 장비를 공급하기 위해 대부분의 남은 수송 동물을 빼앗겼다. 북쪽에서는 두 개의 독일군이 캉브레 전투 중에 형성된 플레퀴에르 돌출부의 양쪽을 공격할 예정이었다. 동부 전선에서 전출된 18군단은 영국군과 프랑스군을 분리하기 위해 생캉탱 양쪽을 공격할 계획이었다. 그리고 두 북부 군단은 아라스 주변의 영국군 진지를 공격한 후 북서쪽으로 진격하여 플랑드르의 BEF를 차단할 예정이었다. 남쪽에서는 솜강에 도달한 후 프랑스군의 반격에 대비하여 강변을 방어할 예정이었고, 남부 진격은 솜강을 건너는 것을 포함하도록 확장되었다.

### 영국군의 방어 준비
북쪽에서는 제3군(줄리안 빙 줄리안 빙 장군)이 아라스 남쪽부터 플레퀴에르 돌출부까지의 지역을 방어했다. 남쪽에서는 제5군(휴버트 고프 장군)이 바리시스의 프랑스군과의 합류 지점까지 전선을 유지했다. 제5군은 BEF 중 가장 긴 전선을 담당했으며, 12개 사단과 3개 기병 사단, 1,650문의 포, 119대의 전차, 357대의 항공기를 보유했다. 1918년 영국군 평균 사단은 11,800명의 병력, 3,670필의 말과 노새, 48문의 포병, 36문의 박격포, 64정의 빅커스 중기관총, 144정의 루이스 경기관총, 770대의 카트와 마차, 360대의 오토바이와 자전거, 14대의 트럭, 승용차, 21대의 동력 구급차로 구성되었다.
1918년 3월 10일자 주간 정보 요약에서 영국 정보부는 항공 정찰 사진과 탈영병들의 증언을 바탕으로 아라스-생캉탱 지역에서 독일군의 공세가 준비되고 있다고 예측했으며, 이 예측은 3월 17일 다음 요약에서 재차 강조되었다. 연합군 항공기는 독일군의 준비를 촬영했으며, 새로운 보급로가 건설되었고 포탄 구덩이는 은폐된 참호 박격포 진지로 바뀌었다. 동쪽에서 생캉탱으로 향하는 무거운 짐을 실은 차량 수송대와 마차 수송대가 목격되었고, 멀리서 독일군 장교들이 영국군 전선을 연구하는 모습이 관찰되었다. 영국군은 독일군 최전선, 후방 지역 및 예상 집결지에 야간 포격으로 대응했다. 공격 며칠 전, 두 명의 독일군 탈영병이 무인지대를 넘어와 제107여단에 항복했다. 그들은 독일군 전선에 병력, 포병 포대, 참호 박격포가 집결하고 있다고 보고했다. 그들은 철조망 절단을 위한 36사단 전선 바로 앞에 집결된 참호 박격포와 보병 공격의 전조로서 몇 시간 동안 지속될 포격에 대해 보고했다. 3월 20일 밤, 제61 (제2 남부 중부) 사단의 병사들이 독일군 진지를 습격하여 더 많은 포로를 잡았고, 그들은 다음 날 아침 공세가 시작될 것이라고 말했다.
공격 당시 제5군의 방어는 여전히 미완성이었다. 후방 구역은 윤곽만 있었고, 전투 구역은 상호 지원이 되지 않는 대대 "요새"로 구성되어 독일군이 침투하기 취약했다. 영국군은 03:30에 독일군 전선과 예상 집결지에 간헐적인 포격을 명령하고, 제61사단 전선에 가스 방출을 지시했다. 04:40에 모든 제5군 전선과 대부분의 제3군 전선에 걸쳐 엄청난 독일군 포격이 시작되었다.

## 전투

### 생캉탱 전투, 3월 21일–23일

#### 1일차, 3월 21일
그리고는 정확히 피아니스트가 건반을 고음에서 저음으로 쓸어내리듯이, 1분도 채 안 되어 내가 들어본 가장 엄청난 포격이 시작되었다…그것은 북쪽으로 제3군과 남쪽으로 제5군 전선을 따라 멀리 뻗은 붉은 불꽃의 넓은 곡선으로 우리 주위를 휩쓸었고, 양쪽 방향으로 끝없이 이어졌다…우리 참호에 떨어지는 거대한 포탄 폭발은 공간이나 시간 간격 없이 거의 서로 닿는 듯했다…포격의 무게와 강도는 그 누구도 경험해보지 못한 수준을 뛰어넘었다.
포격은 04:35에 시작되었으며, 생캉탱 남서쪽 영국군 진지에 대해 4–6 km (2.5–3.7 mi) 깊이로 집중적인 독일군 포격이 시작되었다. 04:40에 60 km (40 mi) 전선에 걸쳐 대규모 독일군 포격이 시작되었다. 참호 박격포, 머스터드 황, 염소 가스, 최루제 및 연막탄이 전방 참호에 집중되었고, 중포병은 후방 지역을 포격하여 연합군 포병과 보급선을 파괴했다. 5시간 동안 3,500,000발 이상의 포탄이 발사되었고, 400 km2 (150 mi2) 지역을 타격했으며, 이는 제5군, 제3군 전선 대부분, 그리고 북쪽 제1군 전선 일부에 대한 전쟁 중 가장 큰 포격이었다. 최전선은 심하게 손상되었고, 후방 구역과의 통신은 끊어졌으며, 후방 구역은 심각하게 교란되었다.
09:40에 보병 공격이 시작되었을 때, 독일 보병은 엇갈린 성공을 거두었다. 독일 17군과 2군은 첫날 전투 구역을 뚫지 못했지만, 18군은 더 깊이 진격하여 목표를 달성했다. 새벽이 되자 짙은 아침 안개가 드러났다. 05:00까지 시야는 일부 지역에서 거의 10 m (10 yd)에 불과했으며, 안개는 오전 내내 매우 느리게 걷혔다. 안개와 포격으로 인한 연기는 하루 종일 시야를 방해하여 독일 보병이 영국군 전방 진지 뒤로 undetected하게 침투할 수 있도록 했다. 통신이 두절되면서 오전 내내 전방 구역 대부분이 함락되었다. 전화선이 끊기고 전령들은 짙은 안개와 격렬한 포격 속에서 길을 찾기 어려워했다. 사령부는 고립되어 전투에 영향을 미칠 수 없었다.
정오 무렵 독일군이 생캉탱 남서쪽을 돌파하여 전투 구역에 도달했고, 14:30에는 에시니 남쪽으로 거의 3 km (1.9 mi)까지 진격했다. 고프는 15:00까지 군단장들과 전화로 연락을 유지한 후 차례로 그들을 방문했다. 제3군단 사령부("HQ")에서 그는 크로자트 운하 뒤로 철수하는 것을 승인했고, 제18군단 HQ에서는 전투 구역이 온전하다는 보고를 받았으며, 제19군단 HQ에서는 양 측면의 전방 구역이 점령된 것을 확인했다. 고프는 가능한 한 오랫동안 진지를 유지하되, 제7군단과의 연락을 유지하기 위해 좌측면은 철수하라고 명령했다. 제50사단은 다음 날 증원군으로 전진하라는 명령을 받았다. 제7군단 전선에서는 롱소이가 점령되었고 제39사단이 전진 중이었다. 나머지 전선에서는 제21사단과 제9사단이 진지를 유지하고 북쪽 플레퀴에르 돌출부의 제3군 제5군단과의 연결을 유지했다. 제5군 "전방 구역"은 방어가 완료된 유일한 지역이었고 점령되었다. 이 지역의 대부분의 병력은 안개 속에서 보이지 않게 진격한 독일군에게 포로로 잡혔다. 다양한 요새와 진지의 수비대는 포위되었다. 많은 부대가 화염 방사기로 참호 공격을 받았음에도 불구하고 독일군에게 막대한 손실을 입혔다. 일부 포위된 부대는 탄약이 떨어지고 많은 사상자가 발생한 후 항복했고, 다른 부대는 마지막 한 명까지 싸웠다.

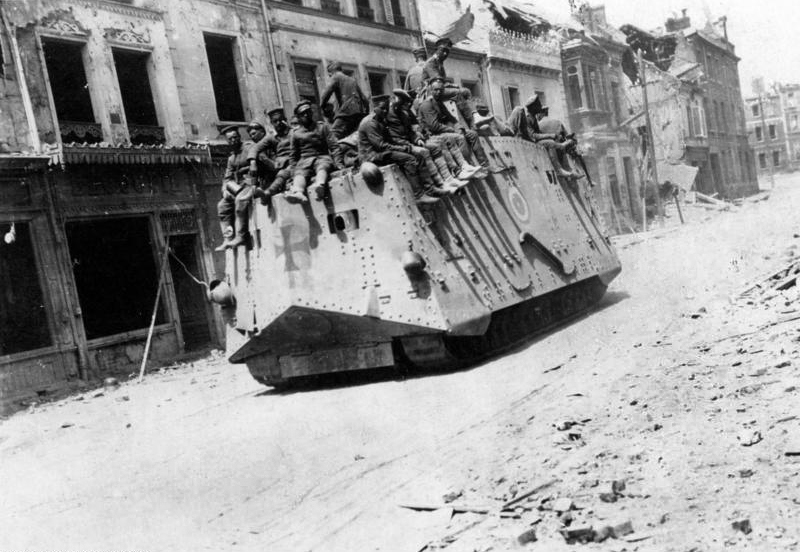

제3군 지역에서는 독일군이 오전 중에 캉브레-바폼 도로를 따라 부르시에–루베르발 지역에서, 그리고 불르쿠르 근처의 제59사단의 취약한 방어를 뚫고 돌파했다. 하루가 끝날 무렵, 독일군은 영국군 전방 구역을 돌파하고 대부분의 공격 전선에서 전투 구역에 진입했으며, 제5군 우측면의 전투 구역을 통해 우아즈강의 테르니에에서 세로쿠르-르-그랑까지 진격했다. 생캉탱 남서쪽 제36사단 지역에서 제9 아일랜드 푸질리어스 연대 전투 일지에는 많은 사상자가 발생했으며, 전방 구역의 3개 대대가 손실되었고, 전투 구역의 3개 대대는 각각 250명으로 줄어들어, 예비 대대 3개만이 비교적 온전하게 남아 있었다고 기록되어 있다. 3월 21일-27일까지 사단 사상자는 6,109명이었고, 가장 많은 손실이 발생한 날은 3월 21일이었다.
고프는 증원군이 그의 군에 도착할 시간을 벌기 위해 저항 후퇴를 명령했다. 영국군이 후퇴하는 동안, 요새에 있는 병사들은 반격으로 구원되거나 독일군 공격자들에게 최대한의 지연을 가하려는 희망을 가지고 계속 싸웠다. 제3군 우익 또한 측면 공격을 피하기 위해 후퇴했다. 아침 안개로 인해 항공기 사용이 지연되었지만, 하루가 끝날 무렵, 영국 왕립 항공대 36개 비행대가 작전에 투입되었고, 16대의 항공기와 승무원을 잃었으며, 독일 항공기 14대를 격추했다고 보고했다. 독일 기록은 19대와 8대의 손실을 보여준다. 전투 첫날은 독일군에게 막대한 손실을 입혔으며, 그들은 BEF에게 입힌 손실보다 약간 더 많은  40,000명의 사상자c.를 냈다. 북부의 공격은 플레퀴에르 돌출부를 고립시키는 데 실패했으며, 이 지역은 제63사단이 방어했고, 독일군의 공세는 남쪽으로 집중되어 제18군이 6개의 신선한 사단을 지원받았다.

#### 2일차, 3월 22일

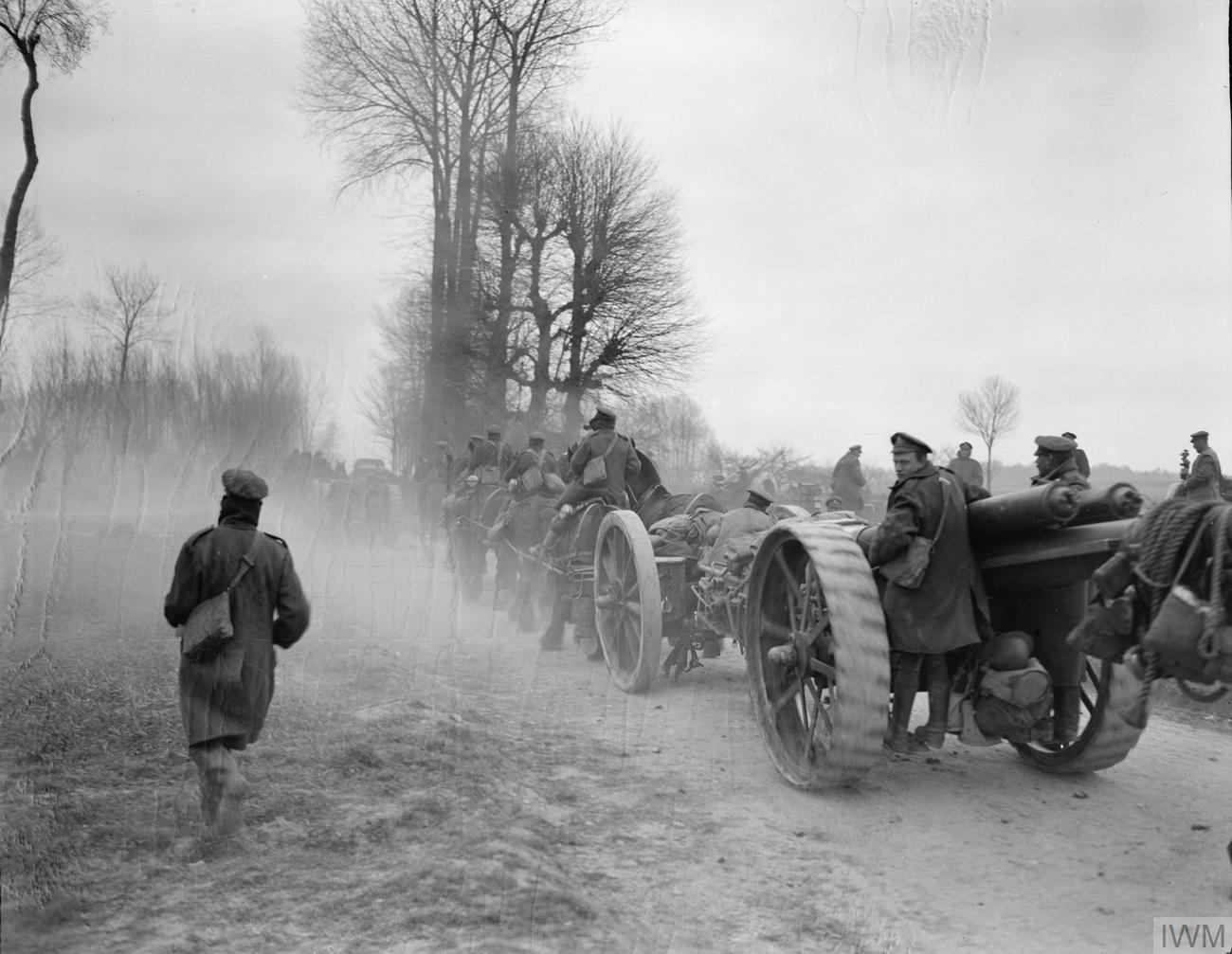

공세 둘째 날, 영국군은 계속해서 후퇴하여 원래 전선의 마지막 발판을 잃었다. 짙은 안개는 작전을 방해했고, 오후 늦게까지 걷히지 않았다. 독일군이 전진하고 영국군이 진지를 지키면서 고립된 교전이 벌어졌고, 종종 누가 양측에 있는지 알지 못했다. 사건에 대한 여단 및 대대 통제는 부재했다. 이는 전투의 파편화된 성격과 시야 부족으로 전우로부터 고립된 소대, 분대, 심지어 개인의 완강하고 종종 영웅적인 행동의 날이었다. 3월 22일 영국군이 직면한 가장 큰 위험은 제3군과 제5군이 분리될 수 있다는 것이었다. 빙은 그의 군대가 그렇게 많은 대가를 치르고 얻은 플레퀴에르 돌출부에서 철수를 명령하지 않았고, 헤이그는 그에게 더 이상의 후퇴가 필요하더라도 제5군과의 연락을 유지하라고 명령했다. 이 날은 또한 프랑스군이 남쪽 측면에 처음으로 전투에 참여한 날이기도 했다.
소수의 영국군 부대는 후방 부대가 새로운 방어 진지에 도달할 수 있도록 지연 작전을 펼쳤다. 일부 영국 대대는 전투 구역에서 계속 저항하며 독일군 진격을 지연시켰고, 심지어 마지막 순간에 철수하는 데 성공하기도 했다. 에피네 드 달롱에서는 제2 윌트셔 대대가 14:30까지 버텼고, "맨체스터 힐"에서는 제16 맨체스터 연대의 수비대가 윌프리스 엘스토브 중령의 지휘 아래 16:30에 그가 전사할 때까지 싸웠다. 그들의 바로 후방에는 베드포드셔 연대 제2대대의 "스티븐스 요새"가 있었는데, 생존자들이 그곳으로 퇴각했다. 요새는 제18 킹스 연대의 두 개 중대에 의해 강화되었고, 측면 부대가 밀려난 후 사방에서 공격을 받았다. 베드포드 연대는 탄약이 떨어지자마자 퇴각 명령을 받았고, 병력의 절반을 잃은 채 제20사단의 전선을 통해 후퇴했다.
가장 긴 후퇴는 제18군단 지역에서 이루어졌는데, 그곳에서 군단장 아이버 막스 장군은 고프의 지시를 오해한 것으로 보였으며, 필요하다면 싸우면서 후퇴하라는 명령을 군단이 솜강까지 후퇴해야 한다는 의미로 해석한 것으로 보인다. 독일군은 아침 안개를 틈타 아르템에 중포병을 배치하여 제109여단(제36사단)의 남은 대대들이 아팽쿠르의 제108여단과 합류하기 위해 후퇴하도록 강요했다. 고프와 막스 사이의 오해, 그리고 무전 메시지와 서면 명령에 대한 다른 해석의 결과로 제36사단은 생캉탱 운하 남쪽 기슭의 솜메트-오쿠르로 후퇴하여 새로운 방어선을 형성하게 되었다. 이를 위해 사단은 뒤리의 운하를 건너야 했다. 거의 14 km (9 mi)에 달하는 그린 라인으로의 주간 철수는 점진적으로 완료되었고, 16:40까지 항복하지 않은 리카르도 요새의 방어군 덕분이었다. 후퇴 중에 공병대는 함과 올레지 사이의 운하 다리를 폭파했지만, 피통의 철도 다리는 경미한 손상만 입었다. 독일군은 곧 강을 건너 크로자트 운하까지 15 킬로미터 (10 mi) 진격했다.
영국군 우측면의 프랑스군은 신속하게 증원되었고, 프랑스군 총사령관 페탱은 영국군 총사령부가 오전 2시에 지원을 요청하기 전에 3개 사단을 파견하고, 다음 날 12개 사단을 전진시킬 것을 경고했다.

#### 3일차, 3월 23일
3월 23일 토요일 아침 일찍, 독일군이 생캉탱 운하의 쥐시에 있는 제14사단 전선을 돌파했다. 제54여단은 그들 바로 남쪽 전선을 방어하고 있었고, 처음에는 자신들의 곤경을 알지 못했다. 그들은 자신도 모르게 측면 공격을 받고 포위되고 있었다. 제54여단사는 "날씨는 여전히 독일군에게 유리했다. 강, 운하, 작은 계곡에는 안개가 짙어 독일군은 보이지 않게 새로운 병력을 투입할 수 있었다"고 기록하고 있다. 혼란 속에서 여단 사령부는 쥐시 주변에서 무슨 일이 벌어지고 있는지 파악하려 했고, 오전 늦게까지 영국군은 여러 지점에서 크로자트 운하를 건넌 독일군 앞에서 후퇴하고 있었다. 모든 방어선이 점령되었고, 독일군의 진격을 막을 것은 아무것도 남아 있지 않았다. 그 날 아우비니, 브루쉬, 퀴니, 오쿠르가 함락되었다.
제54여단 소속 노샘프턴셔 제6대대 소위 앨프레드 헤링은 이전에 전투 경험이 없었음에도 불구하고, 크로자트 운하의 몽타뉴 다리를 점령한 독일군에 맞서 세 개 중대가 벌인 반격 작전에서 작고 미숙한 소대를 이끌었다. 다리는 재점령되었고, 헤링이 그의 소대 잔여 병력과 함께 포로로 잡히기 전까지 12시간 동안 지켜졌다.
제1/1 하트포드셔 연대의 잔여 병력은 1916년 솜 전투 지역의 가장 남쪽 가장자리를 가로질러 후퇴하고 있었으며, 3월 24일 아침까지 장교는 8명, 병사는 약 450명만이 남아 있었다. 전쟁 일지에는 다음과 같이 기록되어 있다.
새벽 전 대대는 BUSSU로 행군하여 마을 동쪽에 급히 참호를 팠다. 양 측면이 노출되자 대대는 페론-뉠뤼 도로를 막는 참호선으로 후퇴했다. 좌측의 제4/5 블랙 워치 연대를 엄호한 후, 대대는 매우 완강하게 방어했던 ST. DENNIS 선으로 철수했다. 그런 다음 대대는 제117 및 제118 보병 여단의 후퇴를 엄호하기 위해 제116 보병 여단의 잔여 병력과 함께 페론-클레리 도로를 보호하는 선으로 어렵게 철수했다. 이것이 적의 매우 성가신 기관총 사격 아래 성공적으로 완료되자, 대대는 CLERY 마을로의 일반적인 후퇴에 따라 집중했다. 대대의 잔여 병력은 마을과 솜강까지 이어지는 참호선을 방어했다.— 1/1 Herts war diary, 23 March 1918

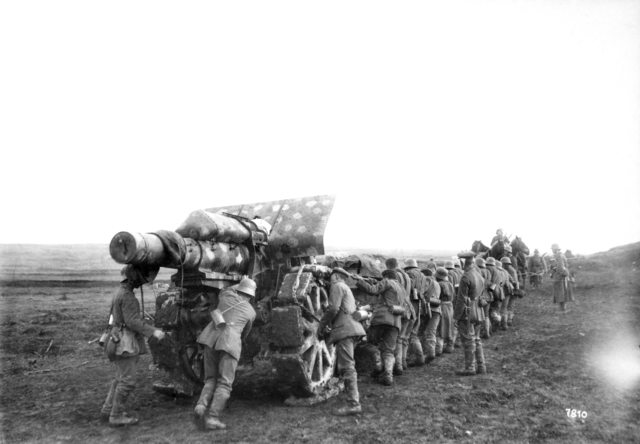

루덴도르프는 "바폼-페론-함 선에 도달하는 즉시 작전 지속: 제17군은 아라스-생폴 방향으로 강력히 공격하고, 좌익은 미라몽트(7 km (4 1⁄2 mi) 바폼 서쪽)에 위치한다. 제2군은 미라몽트-리옹(틀:숄른 근처)을 진격 방향으로 삼는다. 제18군은 에셸롱 대형으로 숄른-누아용을 진격 방향으로 삼고, 함을 통해 강력한 병력을 파견한다"는 지시를 내렸다. 제17군은 영국군을 북쪽으로 밀어내고, 제2군은 솜강을 따라 서쪽으로, 중요한 철도 중심지인 아미앵을 향해 공격할 예정이었다. 제18군은 남서쪽으로 향하여 프랑스 증원군을 진격선에서 격파하고 제2차 피카르디 전투(2e Bataille de Picardie)에서 파리 진입로를 위협할 예정이었다. 진격은 막대한 대가를 치렀고, 독일 보병은 피로의 징후를 보이기 시작했다. 수송 문제가 발생하여 보급품과 많은 중포병이 진격에 뒤쳐졌다.

### 솜 강 도하 전투, 3월 24일–25일

#### 4일차, 3월 24일

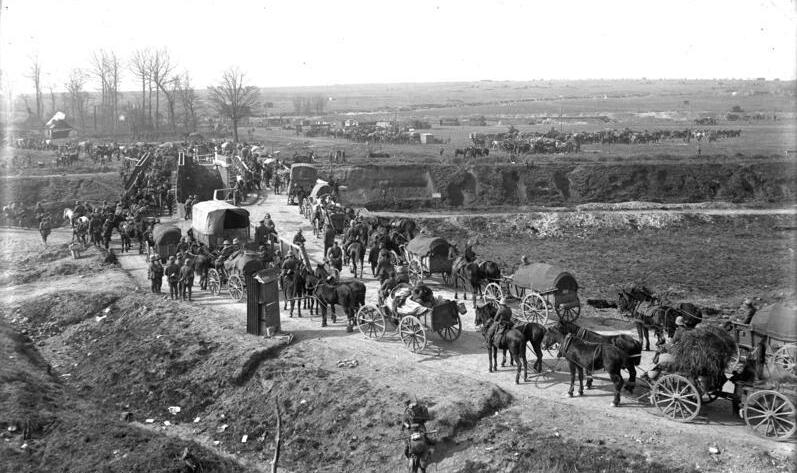

현재 전선은 심하게 파편화되고 매우 유동적이어서, 제5군 잔여 사단들은 소규모 부대로 싸우고 이동했으며, 종종 다른 부대 출신의 병사들로 구성되었다. 독일군은 불규칙하게 진격했으며, 일부 영국군 부대는 남쪽에서 프랑스군 지휘하에 놓이거나 동쪽에서 적진 후방에 놓이게 되어, 군단 및 사단 참모진의 병참 임무는 거의 불가능해졌다. 공식 역사가 제임스 E. 에드먼즈 준장은 다음과 같이 썼다.
3일간의 전투 후, 매일 밤은 행군하거나 부대 분류 및 재편성으로 보냈기 때문에 병사들—독일군과 영국군 모두—은 거의 인내심의 한계에 도달했다. 압도적인 역경에 맞선 싸움의 신체적, 정신적 긴장, 막대한 손실, 만연했던 불길한 소문들이 모두 사기를 저하시키는 데 기여했다.

제109여단은 3월 24일 새벽에 반격을 계획했지만, 새벽이 되기 전에 독일군이 빌셀브 북서쪽의 골랑쿠르에 진입하여 영국군은 방어 진지에 머물 수밖에 없었다. 전선은 대략 퀴니와 골랑쿠르 남쪽 사이에 형성되었다. 많은 영국군 부대의 상태를 보여주는 예시로, 3월 23일 밤이 되자 제18사단 소속 제54여단은 제7 베드포드셔 대대와 제6 노샘프턴셔 대대가 각각 약 206명의 병력을 보유했고, 제11 로얄 푸질리어스 대대는 27명의 병력만 남아 있었으며, 이들은 급히 재편성되어 10:00에 카유엘 북쪽 숲에 진지를 구축했다. 전투는 오전 내내 전 전선에서 계속되었고, 11:00에 제14사단 잔여 병력은 더 남쪽의 귀스카르 마을로 철수하라는 명령을 받았다. 일련의 작은 독일군 공격은 지친 영국군을 조금씩 밀어냈고, 이 단계적 철수로 인해 전선에 생긴 틈은 독일군에게 이용되었다. 제54여단은 북동쪽과 북서쪽에서 온 공격에 의해 서서히 측면을 공격받았고, 여단은 빌셀브로 후퇴했으며, 12:00경부터 독일 포병의 맹렬한 포격을 받았다. 프랑스 보병의 지원을 받은 영국군은 이곳에서 전선을 유지하려 했지만, 프랑스군은 철수 명령을 받아 영국군 측면이 노출되었다. 영국군은 프랑스군과 함께 후퇴하여 베를랑쿠르를 거쳐 귀스카르로 퇴각했다. 제54여단은 잔여 대대들에게 크레피니로 철수하라고 명령했고, 3월 25일 03:00에 그들은 어둠을 틈타 보랭으로 빠져나갔다. 더 북쪽에서는 제1/1 하트포드셔 연대 전투 일지에 다음과 같이 기록되어 있다.
우리 참호에 대한 맹렬한 포격 후 적은 대규모 병력으로 공격해왔다. 대대는 격렬한 전투 끝에 FEVILLERS-HEM WOOD ROAD 전방의 언덕으로 후퇴했다. 이곳에서 대대는 지휘관인 E. C. M. PHILLIPS 중령을 잃었으며, 현재까지 그의 소식은 알려지지 않았다. 저녁에 대대는 제35사단을 통과하여 MARICOURT로 철수하라는 명령을 받았고, 그곳에서 밤을 보냈다.— 1/1 Herts war diary, 24 March 1918

밤이 되자 영국군은 오미뇽과 토르티유 사이의 구간을 제외하고 솜강 전선을 잃었다. 제2군의 끊임없는 압력에 맞서 싸우고 후퇴하는 과정에서 제3군의 우측은 제5군 좌측과의 접촉을 유지하려 노력하면서 영토를 포기했다.

### 바폼 제1차 전투, 3월 24일–25일

#### 4일차, 3월 24일
3월 24일 늦은 저녁, 끊임없는 포격에 시달린 바폼은 다음 날 독일군에 의해 점령되었다. 영국군 공식 역사가 제임스 E. 에드먼즈 준장은 다음과 같이 썼다.
제3군 전체는 좌측을 축으로 후퇴하여, 제6군단과 제17군단은 3월 21일의 위치에서 거의 후퇴하지 않았지만, 제5군단의 우측은 17마일 [27 km]을 후퇴했다. 새로운 전선은 부분적으로 오래된 참호와 병사들이 직접 판 얕은 참호로 구성되었고, 솜강의 퀴를뤼에서 시작하여 솜 전투에서 잘 알려진 바장탱과 하이 우드를 지나 아라스까지 북쪽으로 곧장 뻗어 있었다. 대부분 연속적이었지만, 일부 부분이 다른 부분보다 앞서 있는 중앙은 끊기고 불규칙했다. 실제로 많은 틈이 있었다... 또한, 우측 및 중앙 군단의 병사들은... 굶주림과 오랜 수면 부족으로 거의 탈진 상태였다.

사흘 후 보병들은 지쳐 진격이 멈췄는데, 이는 1916년 솜 전투 전장과 1917년 독일군이 힌덴부르크선으로 후퇴하면서 남겨진 황무지를 가로질러 포병과 보급품을 이동시키기가 점점 더 어려워졌기 때문이었다. 독일군은 또한 버려진 영국군 보급 창고를 조사했는데, 이는 독일군이 U-보트 작전에도 불구하고 연합군이 초콜릿이나 심지어 샴페인과 같은 사치품을 포함하여 충분한 식량을 가지고 있다는 것을 알게 되자 일부 실망감을 안겨주었다. 신선한 영국군 병력이 이 지역으로 급파되어 중요한 철도 중심지인 아미앵으로 이동했다.
독일군의 돌파는 프랑스군과 영국군 사이의 경계 바로 북쪽에서 일어났다. 독일군의 새로운 공격 중심지는 영국군과 프랑스군을 분리할 위기에 처했다. 영국군이 서쪽으로 더 밀려나면서 프랑스군의 증원군 필요성은 더욱 긴급해졌다. 3월 24일자 일기에서 헤이그는 중요한 손실을 인정했지만, 영국군 후방 부대의 탄력성에서 위안을 얻었다.
밤이 되자 적은 르 트랑슬로와 콩블에 도달했다. 르 트랑슬로 북쪽에서 우리 부대는 격렬한 전투를 벌였다. 제31, 근위, 제3, 제40, 제17사단 모두 강력한 공격을 격퇴하고 진지를 지켰다.

그날 밤 늦게 헤이그(처음 빙 장군과 저녁 식사를 하며 제3군에게 "무슨 수를 써서라도 버티라"고 촉구한 후)는 듀리로 이동하여 23:00에 프랑스군 총사령관 페탱 장군을 만났다. 페탱은 영국 제5군이 패배했고, "주요" 독일군 공세가 샴페인 지역의 프랑스군에 대해 곧 시작될 것을 우려했다.
역사학자들은 즉각적인 영국군의 반응에 대해 의견이 다르다. 에드먼즈의 공식 역사에 반복된 전통적인 설명은 페탱이 3월 24일 헤이그에게 독일군의 진격이 계속될 경우 프랑스군이 파리를 보호하기 위해 보베로 철수할 준비를 하고 있다고 알렸다고 묘사한다. 이는 영국군과 프랑스군 사이에 간격을 만들고 영국군이 채널 항구로 후퇴하도록 강요할 것이었다. 전통적인 설명은 헤이그가 전쟁부로 연합국 회의를 요청하는 전보를 보냈다고 묘사한다. 최근의 역사학자들은 이러한 견해를 날조로 본다. 헤이그 일기의 초기 원고 버전은 편집된 인쇄된 버전과 달리, 전보와 파리를 위해 영국군을 버리려는 페탱의 의지(지리적으로도 불가능한 철수)에 대해 언급하지 않는다.

#### 5일차, 3월 25일

3월 25일의 움직임은 극도로 혼란스러웠고, 여러 대대와 사단의 보고는 종종 모순되었다. 그날의 낙담스러운 경험에 대한 한 익명 장교의 진술이 영국군 공식 역사에 인용되어 있다.
이 날 내 기억에 남는 것은 끊임없이 새로운 진지를 점령하고, 끊임없이 후퇴 명령을 받고, 도로의 끔찍한 정체, 어디에서도 아무도 찾을 수 없었다는 점이다. 매우 운이 좋게도 포격으로부터 거의 완전히 벗어났지만, 버려진 창고에서 주울 수 있는 것을 제외하고는 어떤 종류의 식량도 완전히 없었다.

전투의 초점은 제54여단의 북쪽으로 옮겨갔는데, 이들은 이제 프랑스군과 18사단의 생존자들과 합류했지만, 이들은 작은 여단을 구성할 만큼 충분한 병력을 모으기조차 어려웠다. 25일 10:00까지 제7 베드포드셔 연대의 좌측면은 주변 프랑스군이 후퇴하면서 다시 노출되었고, 또 다른 후퇴 명령이 내려졌다. 그들은 몽 뒤 그랑뒤까지 더 남쪽으로, 영국 제5군에서 멀리 떨어진 곳으로 후퇴했다. 정오에는 프랑스 포병과 기관총이 그들을 독일군으로 오인하고 발포하기 전까지 더 강력한 위치에 있었고, 그들은 그랑뒤 서쪽 고지대로 후퇴해야 했다.
제36사단의 잔여 병력은 철수하여 재편성하라는 명령을 받았다. 전선을 담당하는 프랑스군을 지원하기 위해 그들은 서쪽으로 24-킬로미터 (15 mi) 행군을 시작했다. 정오 무렵, 그들은 아브리쿠르 근처에서 몇 시간 동안 휴식을 취했다. 그곳에서 그들은 부쇼아와 게르비니 사이에 새로운 전선을 형성하라는 명령을 받았다. 그날 동안 독일군은 빠른 진격을 했고, 짐을 실은 수레와 마차를 든 연합군 병력과 민간인들이 남쪽과 서쪽 도로를 가득 메웠다. 독일군은 리베르몽을 통과하여 북운하를 건넜다. 더 북쪽에서는 네슬 마을이 점령되었고, 리베르몽 남서쪽에서는 독일군이 누아용–루아예 도로를 따라 프랑스군과 맞섰다. 1/1 하트포드셔 연대는 마리쿠르에서 밤을 보낸 후 "마리쿠르에서 인소네로 행군했다. 아침 식사 후 솜강의 카피를 건너 슈이뇰로스로 행군했고, 그곳에서 대대는 재편성하여 밤을 보냈다." (1/1 하트포드셔 연대 전투 일지, 1918년 3월 25일).
오후 3시에 오아즈 강 남쪽 제방의 바렌으로 이동하라는 추가 명령을 받았지만, 도중에 바부프라는 마을을 반격하여 되찾으라는 예상치 못한 명령이 취소되었다. 따라서 4일 동안 힘겨운 전투와 행군으로 지친 여단은 믿을 수 없을 만큼의 열정으로 방향을 바꾸어 공격을 개시했다. 여단은 작전 수행이 불가능했어야 했지만, 현장에 있던 사람들은 그것이 전체 후위 작전 중 가장 기억에 남는 사건이었다고 회상했다. 오후 5시에, 우익에 푸질리어스, 좌익에 베드포드, 예비대에 노샘프턴스 연대를 두고, 여단은 우측에 바부프-콩피에뉴 도로, 좌측에 바부프 위 숲의 남쪽 가장자리에 진형을 갖추었다. 독일군은 영국군의 반격을 예상하지 못했고, 자신들의 지역에는 흩어진 프랑스군 부대만 있다고 생각했기 때문에, 작지만 단호한 세 영국 대대의 도착에 놀랐다. 그들은 거의 싸우지 않았고, 마을이 확보되고 남은 적들이 도망갈 수 있었던 약 20분 간의 백병전에서 많은 독일군이 쓰러졌다. 기관총 10정과 230명의 독일군 포로가 잡혔고, 여단은 매우 가벼운 사상자만 기록했다. 어떤 식으로 보든 놀라운 위업이었다. 그들은 마을의 독일군 쪽에 있는 옥수수밭에 참호를 파고 밤을 지냈다. 심지어 취사 마차가 올라왔고, 조용한 밤에 대한 기대는 지난 5일 동안 겪었던 극심한 스트레스에서 지친 병사들에게 환영할 만한 휴식을 주었다. 불행히도, 그들의 휴식은 오래가지 못했다.

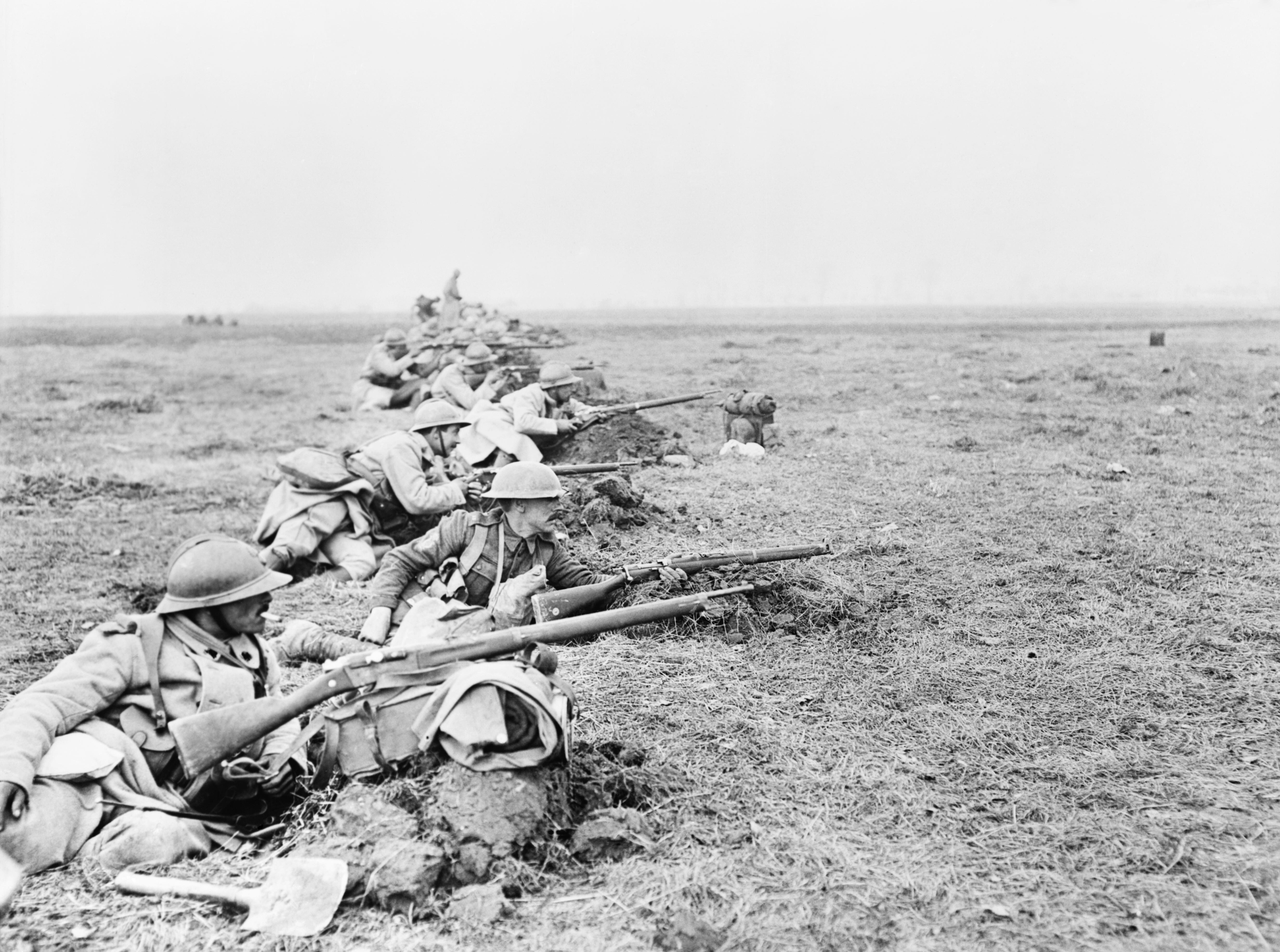
1918년 3월 25일 프랑스 제22보병사단과 영국 제20 (경보병) 사단 보병들이 네슬 근처에 새로 파놓은 소총 구덩이 전선을 지키고 있다

RFC는 지상 목표물에 기관총 사격을 가하고 폭탄을 투하하여 독일군의 진격을 방해하기 위해 저고도 비행을 했다. 3월 25일, 그들은 바폼 서쪽에서 특히 활발하게 활동했다. 제3군 기병대의 후위 작전은 독일군의 진격을 늦췄지만, 18:00까지 빙은 앙크르강 너머로 추가 철수를 명령했다. 3월 25일 밤 동안, 제3군 병사들은 진지를 확보했지만, 그 과정에서 틈이 생겼고, 가장 큰 틈은 V군단과 VI군단 사이에 6 km (4 mi) 이상이었다. 제국 참모총장 헨리 윌슨 경은 3월 25일 11:00에 총사령부에 도착하여 솜강을 가로지르는 영국군의 위치에 대해 논의했다. 헤이그는 아미앵 방어를 돕기 위해 최소 20개 프랑스 사단을 원했고, 프랑스 총리 클레망소에게 메시지를 전달했다. 둘랑 회의는 다음 날 열렸다.

### 로시에르 전투, 3월 26일–27일

#### 6일차, 3월 26일

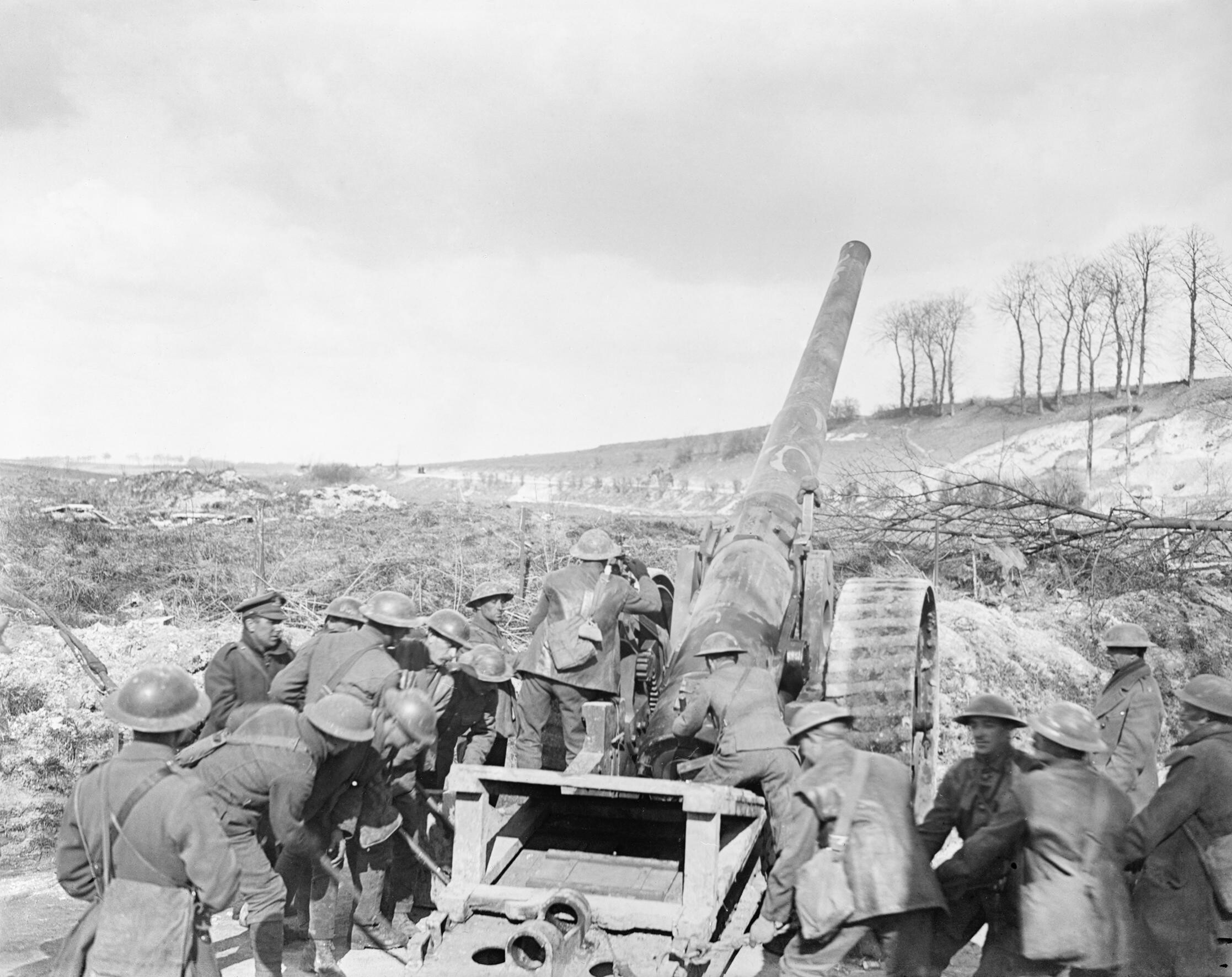

연합군 회의는 3월 26일 둘랑에서 열렸다. 프랑스 대통령, 영국 총리, 윈스턴 처칠 군수장관, 페탱, 포슈, 헤이그, 윌슨 장군을 포함한 10명의 고위 연합군 정치인과 장군들이 참석했다. 회의 결과, 포슈 장군이 먼저 서부 전선 지휘권을 부여받은 후 연합군 총사령관이 되었다. 아미앵 동쪽에서 독일군을 저지하는 데 동의했으며, 점점 더 많은 프랑스군 부대가 제5군을 증원하여 결국 아미앵 남쪽 전선의 많은 부분을 인계받게 되었다.
루덴도르프는 3월 26일 새로운 명령을 내렸다. 그의 세 군대 모두 야심찬 목표를 부여받았는데, 여기에는 아미앵 점령과 3월 27일에 함락된 콩피에뉴 및 몽디디에로의 진격이 포함되었다. 공식 역사가 에드먼즈는 다음과 같이 언급했다.
3월 26일, 독일군 북부 두 공격군인 제2군과 제17군의 일반적인 진격 방향은 여전히 정서쪽이었다. 제18군은 부채꼴 모양으로 전개되었는데, 북쪽 경계는 페론의 솜강 남쪽 약 6마일 [10 km] 지점에서 서쪽으로 뻗어 있었지만, 남쪽 경계는 쇼니 근처에서 남서쪽으로 향하고 있었다.

북쪽에서,
제17군은…매우 단호한 저항에 부딪혔지만, 남쪽에서 그리 많은 저항을 받지 않은 제2군의 도움과 북쪽 [아라스 방면]의 새로운 공격인 "마스"와 "발키리"를 통해 제17군이 다시 진격할 수 있기를 희망했다.

콜랭캄프스 근처 영국군 전선의 틈새는 새로 도착한 뉴질랜드 사단의 병력에 의해 메워졌는데, 이들은 틈을 메우기 위해 하멜–세르 전선으로 이동했다. 이들은 마크 IV보다 가볍고 빠른 영국 "휘펫" 전차의 도움을 받았다. 이것은 그들의 첫 전투 투입이었다. 약 13:00경, "제3전차대대 소속 12대의 휘펫 전차가 정오에 도착한 콜랭캄프스에서 갑자기 나타났는데, 그곳에는 제51사단의 보병 초소 두 곳만 있었다. 마을 북쪽 끝에서 나타난 그들은 즉각적인 효과를 냈다. 동쪽에서 마을로 진입하려던 적군 약 300명은 공황 상태에 빠져 도주했다. 다른 일부는 퇴로가 끊기자 제51사단 보병에게 항복했다…" 이러한 성공에도 불구하고, 빙의 남부 측면에 대한 독일군의 압력과 통신 오해로 인해 브레이에서 부대들이 조기에 퇴각하고 솜강 서쪽으로의 도하 지점들이 포기되었다. 솜강 남쪽에서는 1/1 하트포드셔 연대가 다음과 같았다.
... CHUIGNES를 거쳐 CHUIGNES-FOUCACOURT 도로 전방의 전선으로 진격하여 제117 및 제118여단을 지원했다. 이들의 퇴각을 엄호한 후, 대대는 CHUIGNOLLES 마을 전방의 많은 능선에서 일련의 후위 작전을 벌였다. 오후에 대대는 PROYART-FROISSY 도로를 점령했다. 대대는 PROYART 뒤로, FOUCACOURT-MANOTTE 도로를 가로질러 철수하라는 명령을 받았다.— 1/1 Herts war diary, 26 March 1918

파욜 장군의 지휘를 받는 전선 극우익(남부)의 프랑스군은 장기화된 전투에 직면하여 패배하고 후퇴했다. 후퇴하는 부대들 사이에 심각한 간격이 나타났다.
우아즈강과 솜강 사이의 전선에서 프랑스군은 18마일 [29 km], 영국군은 19마일 [31 km]을 점령했다. 대부분 연속적인 전선이었지만, 로아예의 프랑스 좌익과 프랑사르의 제19군단 우익 사이에 3마일 [5 km]의 간격이 있었다... 그 간격을 메우기 위해 제18군단의 20사단, 36사단, 30사단, 61사단의 잔여 병력이 가용했다. 맥스 장군은 이들에게 로아예와 그 북서쪽에 집결하여 로비오 군단과 제19군단 사이의 연결을 유지하고, 만약 연합군이 분리되더라도 제18군단이 제5군에 계속 남아 있도록 지시했다.

제36사단의 대부분은 3월 26일 02:00경 새로운 전선에 도착하여 약 6시간 동안 잠을 잘 수 있었는데, 이는 엿새 동안 가장 긴 연속 수면이었다. 그 시간 동안 독일군은 루아예를 점령했다. 제9 아일랜드 푸질리어스 연대는 전날 밤 귀스카르 북쪽에서의 작전으로 인해 지연되어 나머지 사단보다 훨씬 뒤처져 있었고, 그들의 후퇴는 귀스카르에서 에르슈까지, 게르비니–부쇼아 도로를 따라 50-킬로미터 (30 mi)의 연속적인 야간 행군이었다. 그들은 부시를 거쳐 아브리쿠르로, 다시 틸롤루아, 포팽쿠르, 그리비예, 마르키빌레를 거쳐 마침내 게르비니를 통해 에르슈에 도착했는데, 완전히 지친 상태로 3월 26일 11:00경에 도착했다. 새벽에 루아예를 점령한 독일군은 부쇼아–게르비니 전선을 계속 진격하여 오전 중반에는 새로운 영국 전선에서 5.6 킬로미터 (3 1⁄2 mi) 떨어진 앙데쉬에 진입했다.

#### 7일차, 3월 27일
알베르트 시는 3월 26일/27일 밤에 포기되었다.
앙크르 좌안, 알베르트 동쪽 고지대의 기존 진지를 고수할 것인지, 아니면 황폐화된 도시 서쪽 고지대를 점령할 것인지 선택해야 했을 때, 후자를 택하기로 결정했다. 따라서 알베르트 유적은 적에게 포기되었다.

그 후 도시는 독일군에게 점령되었고, 그들은 필기도구, 와인 등 발견한 물품들을 약탈했다. 3월 27일에는 아미앵 동쪽으로 30 킬로미터 (20 mi)도 채 안 되는 로시에르 주변에서 북쪽, 동쪽, 북서쪽으로부터 끊임없이 밀려오는 독일군의 공격에 맞선 제19군단의 방어전에서 일련의 복잡한 작전과 움직임이 계속되었다. 이는 3월 26일 오후 제3군이 브레이와 솜강의 구불구불한 전선, 그리고 중요 교두보인 사유이-르-섹 서쪽을 성급하게 포기한 결과였다. 중요한 통신 중심지인 몽디디에는 3월 27일 프랑스군에 의해 상실되었다.
하트포드셔 연대 전투 일지에는 다음과 같이 기록되어 있다.
도로 양쪽에 참호에 있던 대대는 118여단을 지원하기 위해 전진하라는 명령을 받았고, 일시적으로 4/5 블랙 워치 연대에 배속되었다. 전진한 직후 많은 영국군이 좌측으로 후퇴하는 것이 목격되었다. 따라서 대대는 좌측으로 전진하여 그들의 후퇴를 엄호하라는 명령을 받았다. 이 임무를 능숙하게 수행한 후, 대대는 MORCOURT와 FOUCACOURT–LAMOTTE 도로 사이의 전선으로 일반적인 후퇴에 따랐다. 대대는 집결하여 적을 반격하여 MORCOURT 마을에서 몇 백 야드 떨어진 곳까지 적을 밀어냈다.— 1/1 Herts war diary, 27 March 1918

### 아라스 제3차 전투, 3월 28일–29일

#### 8일차, 3월 28일

독일군의 공격 초점은 3월 28일에 다시 바뀌었다. 아라스 주변의 제3군이 마스 작전의 목표가 되었다. 29개 사단이 제3군을 공격했지만 격퇴되었다. 생캉탱의 원래 전선에서 제5군을 향해 진격하던 독일군은 이때까지 60 km (40 mi)를 침투하여 몽디디에에 도달했다. 로울린슨이 고프를 대신했는데, 고프는 주어진 조건에서 길고 합리적으로 성공적인 후퇴를 조직했음에도 불구하고 "스텔렌보쉬트" (해고)되었다.
그 공세는 영국군 지휘관에게 수년간 바로잡히지 않은 큰 잘못을 저질렀다. 고프의 제5군은 지치고 사기가 저하된 프랑스군으로부터 최근 인수받은 42-마일 [68 km] 전선에 얇게 분산되어 있었다. 독일군이 전략의 모든 법칙에 따라 파리로 돌파하지 못한 이유는 제5군의 영웅적인 투지와 절대 붕괴하지 않으려는 의지 때문이었다. 그들은 38-마일 [61 km] 후위 작전을 펼쳤고, 모든 마을, 들판, 그리고 때로는 야드까지 치열하게 싸웠다... 예비군도 없고 후방에 강력히 방어된 전선도 없으며, 15개 영국 사단에 맞서 80개 독일 사단을 상대로 제5군은 솜 공세를 앙크르강에서 교착 상태로 만들었고, 빌레르-브르통뇌를 넘어 후퇴하지 않았다.— 로버츠

제3군에 대한 독일군의 공격은 제5군에 대한 공격보다 성공적이지 못했다. 아라스 동쪽의 독일 제17군은 공세 중 3 km (2 mi)만 진격했는데, 이는 주로 영국 방어선의 북쪽 거점인 비미 능선의 영국군 보루 때문이었다. 벨로우가 아라스 남쪽에서 더 많은 진격을 했음에도 불구하고, 그의 병력은 제5군보다 강한 제3군에 대한 위협이 적었는데, 이는 북쪽의 영국군 방어가 우수하고 옛 솜 전투 지역이라는 장애물 때문이었다. 루덴도르프는 그의 병력이 첫날 8 km (5 mi) 진격하여 연합군 야전포를 점령할 것으로 예상했다. 루덴도르프의 딜레마는 그가 가장 뚫어야 할 연합군 전선의 부분이 또한 가장 잘 방어되었다는 것이었다. 독일군의 진격은 대부분 빠르게 이루어졌지만, 제5군 방어가 가장 약한 남부 측면에서 잘못된 방향으로 이루어졌다. 마스 작전은 서둘러 준비되었고, 제3군 전선의 돌파구를 넓히려고 했지만 격퇴되었으며, 독일군 사상자만 늘릴 뿐이었다.
하트포드셔 연대 전투 일지에는 다음과 같이 기록되어 있다.
확보된 진지는 적의 탈환 시도에 맞서 완강하게 지켜졌다. 28일 아침, 이 전선에서 신속한 철수 명령이 내려졌다. 이 지점에서 적은 이미 LAMOTTE를 점령하고 우리 후방 깊숙이 들어와 있었기 때문에 철수는 신속하게 이루어져야 했다. 대대는 이 위험한 작전 중 최고의 자원을 보여주었고, 매우 적은 병력만 손실했다. [sic] 퇴각은 HARBONNIERS와 CAIX를 통해 대낮에 이루어졌다. 후자의 장소에서 대대는 적을 성공적으로 공격했지만, 이후 COYEUX로 후퇴하라는 명령을 받았고, 그곳에서 다시 반격을 개시하여 대대장이 부상당했다. 낮 동안 강바닥을 따라 IGNAUCOURT까지 후위 작전이 벌어졌다. 저녁에 대대는 AUBERCOURT 전방의 참호에 진입했다.— 1/1 Herts war diary, 28 March 1918

#### 9일차, 3월 29일
하트포드셔 연대 전투 일지에는 다음과 같이 기록되어 있다.
적은 기관총 사격 외에는 비교적 조용했다.— 1/1 Herts war diary, 29 March 1918

#### 10일차, 3월 30일
독일군의 마지막 총공격은 3월 30일에 이루어졌다. 폰 후티어는 새로운 솜 돌출부 남쪽의 프랑스군에 대한 공격을 재개했고, 폰 데어 마르비츠는 아미앵을 향한 공격을 시작했다(빌레르-브르통뇌 제1차 전투, 3월 30일 – 4월 5일). 일부 영국 영토가 상실되었지만, 독일군의 공격은 빠르게 힘을 잃어가고 있었다. 독일군은 전투 중 막대한 사상자를 냈으며, 특히 정예 부대의 피해가 컸고, 일부 지역에서는 독일군이 연합군의 보급창을 약탈하면서 진격 속도가 늦춰졌다.
하트포드셔 연대 전투 일지에는 다음과 같이 기록되어 있다.
오늘(3월 30일) 적은 루스강 건너편 우측면에서 진격해 왔다. 적은 곧 포병과 기관총으로 우리 진지를 맹렬히 공격했다. 이어서 강력한 적의 포격과 우리 전선에 대한 공격이 이어졌다. 완강한 저항 후 대대는 BOIS DE HANGARD로 후퇴했으며, 도중에 두 번의 반격을 감행했다. (참고: Lt John William CHURCH는 부상으로 사망했으며, Lt Angier Percy HURD는 1918년 3월 30일 전사했다).— 1/1 Herts war diary, 30 March 1918

### 아브르 전투, 1918년 4월 4일

#### 14일차, 4월 4일
최종적인 독일군 공격은 아미앵을 향해 시작되었다. 4월 4일, 15개 사단이 아미앵 동쪽과 알베르트 북쪽(틀:아브르강 방면)의 전선에서 7개 연합군 사단을 공격했다. 루덴도르프는 빌레르-브르통뇌 마을을 중심으로 한 아미앵의 가장 외곽 동부 방어를 공격하기로 결정했다. 그의 목표는 이 마을과 주변 고지를 확보하여 포병 사격으로 아미앵을 체계적으로 파괴하고 연합군에게 쓸모없게 만드는 것이었다. 이 전투는 두 가지 면에서 주목할 만했다. 전쟁에서 양측이 동시에 전차를 사용한 최초의 전투였으며, 호주군과 영국군 부대(지친 54여단 포함)가 급히 조직한 야간 반격으로 빌레르-브르통뇌를 탈환하고 독일군의 진격을 저지했다. 북쪽에서 남쪽으로 전선은 제14사단, 호주 제35대대, 제18사단이 방어했다. 4월 4일까지 제14사단은 독일 제228사단의 공격으로 후퇴했다. 호주군은 바이에른 제9예비사단을 격퇴했고, 영국 제18사단은 빌레르-브르통뇌 제1차 전투에서 독일 근위 예비 사단과 제19사단을 저지했다.

### 앙크르 전투, 4월 5일

#### 15일차, 4월 5일

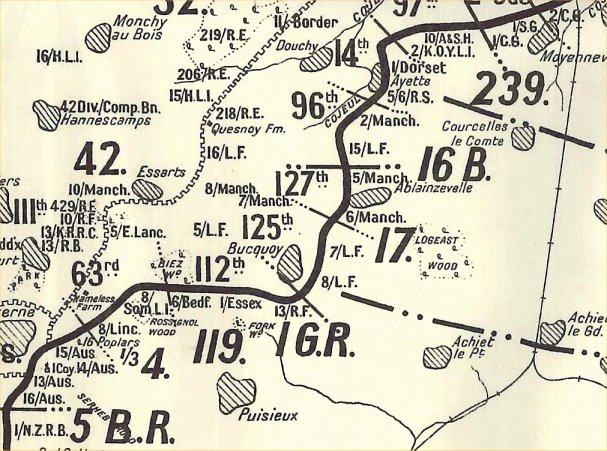

독일군이 4월 5일 공세를 재개하려는 시도는 실패했고, 이른 아침까지 영국군은 마을 남동쪽을 제외한 모든 곳에서 적군을 몰아냈다. 아미앵을 향한 독일군의 진격은 가장 서쪽 지점에 도달했고, 루덴도르프는 공세를 종료했다.

## 전투 이후

### 분석

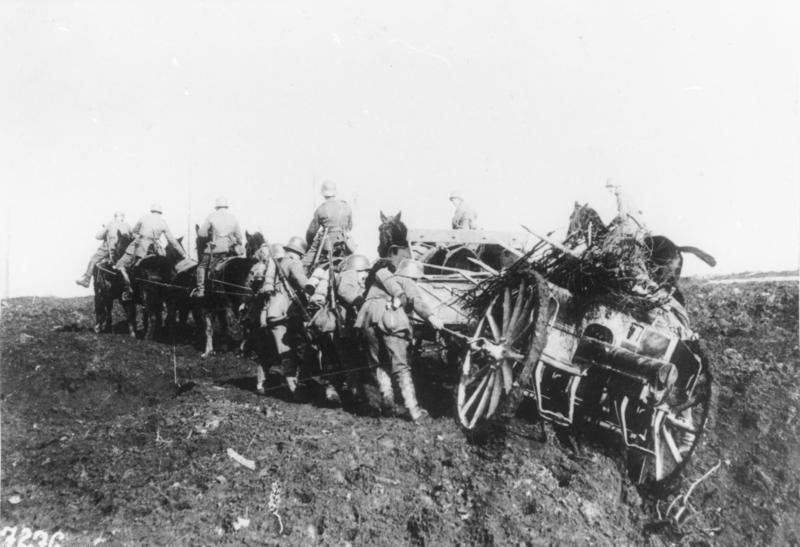
1918년 3월, 포탄에 휩쓸린 땅 위로 마차가 끄는 독일 77mm 야포를 옮기는 병사들

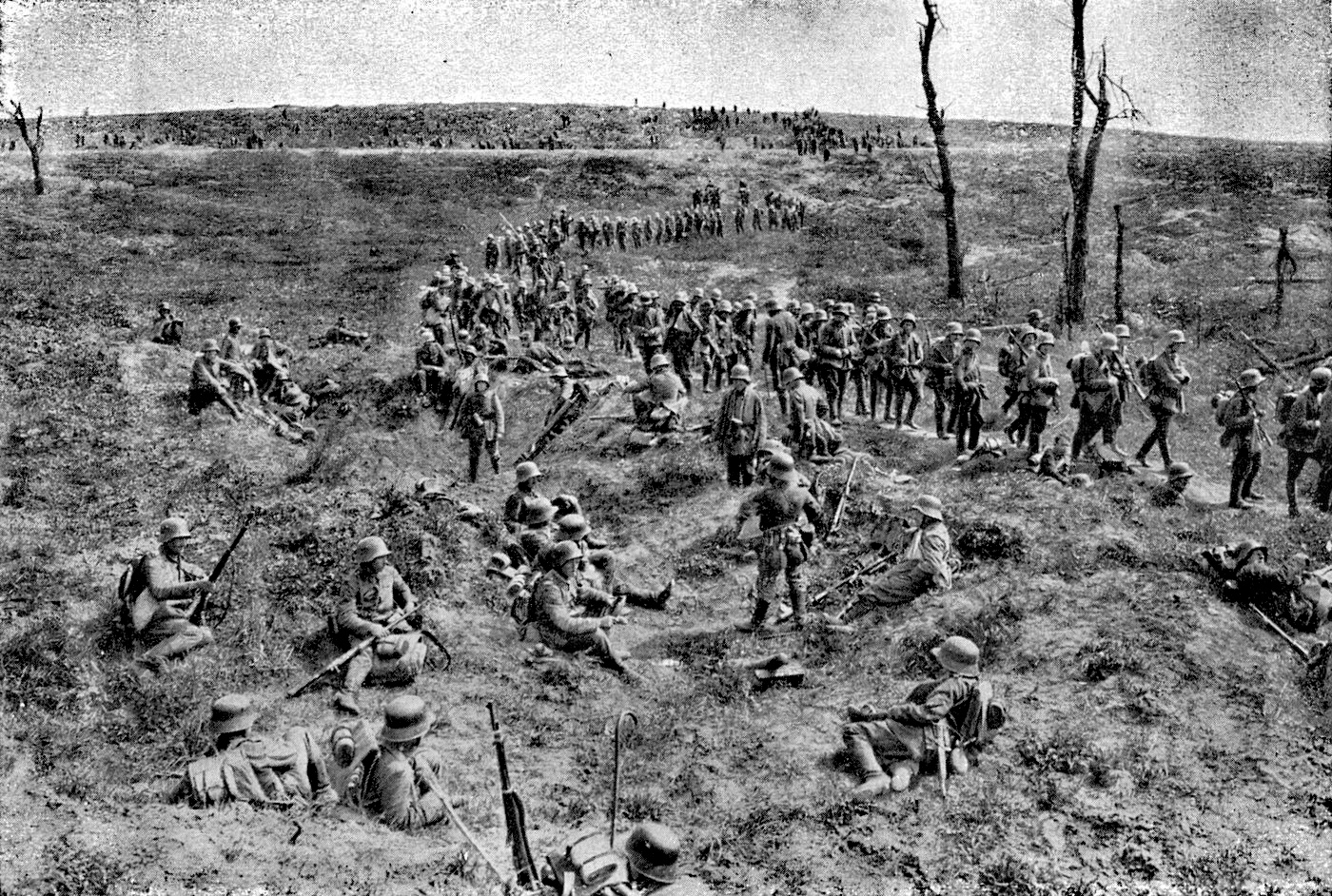
일부 독일군 병사들은 쉬고 있고, 다른 병사들은 솜 황무지를 가로질러 진격을 계속하고 있다

독일군은 프랑스 영토 3,100 km2 (1,200 mi2)를 점령하고 65 km (40 mi)까지 진격했지만, 어떠한 전략적 목표도 달성하지 못했다. 75,000명 이상의 영국군 병사들이 포로로 잡혔고, 포병 1,300문과 전차 200대가 손실되었다. 독일 정예병의 사상자와 아미앵 및 아라스 점령 실패는 군사적으로 큰 가치가 없었다. 점령된 지역은 이동하기 어려웠고 방어하기 힘들었는데, 이는 대부분 1916년 솜 전투로 인한 포탄 구덩이 황무지였기 때문이다. 다른 지역에서는 1917년 3월 힌덴부르크선으로 독일군이 후퇴하면서 수송 기반 시설이 파괴되었고 우물이 오염되었다. 공세 초기의 성공에 대한 독일군의 환희는 공격이 결정적이지 않다는 것이 명백해지자 곧 실망으로 바뀌었다. 마릭스 에반스는 2002년에 연합군의 패배가 결정적이지 않았다고 썼는데, 이는 증원군이 대규모로 도착하고 있었고, 4월 6일까지 BEF는 1,915문의 신형 포를 받았으며, 영국 기관총 생산량은 월 10,000정, 전차 생산량은 월 100대였기 때문이었다. 둘랑 회의에서 포슈가 총사령관으로 임명된 것은 연합군 내에 공식적인 통일된 지휘 체계를 확립했다.

### 사상자

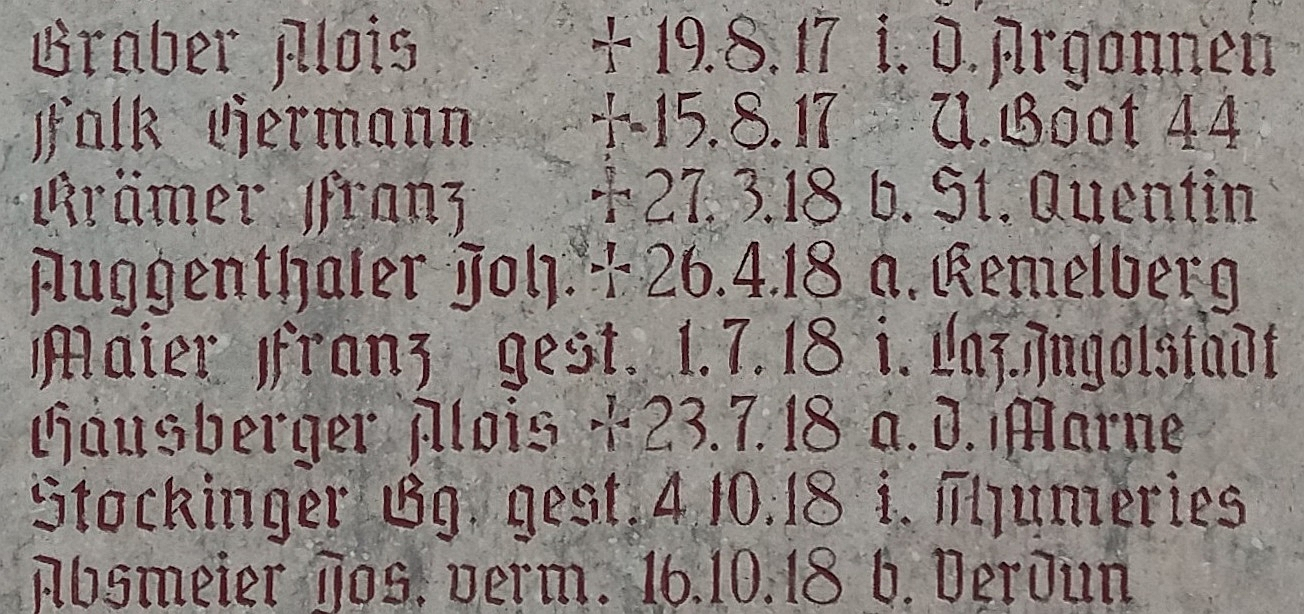
1918년 3월 27일 생캉탱에서 전사한 향토병사 프란츠 크레머를 기리는 루스토르프 안 데어 로트 (바이에른)의 전몰 기념비

영국 공식 역사 (1935년)에서 데이비스, 에드먼즈, 맥스웰-하이스롭은 연합군이  255,000명c.의 병력을 잃었으며, 이 중 영국군은 177,739명이 전사, 부상, 실종되었고, 그 중 90,882명은 제5군에서, 78,860명은 제3군에서 발생했으며, 약  15,000명c.은 사망하여 알려진 묘비조차 없다고 기록했다. 가장 큰 손실은 7,310명의 사상자를 낸 제36 (얼스터) 사단, 7,149명의 사상자를 낸 제16 (아일랜드) 사단, 7,023명의 사상자를 낸 제66 (제2 이스트 랭커셔) 사단이었다. 이 세 부대는 모두 파괴되어 재건을 위해 전투 서열에서 제외되어야 했다. 6개 사단은 5,000명 이상의 병력을 잃었다.
독일군의 손실은 250,000명으로, 이들 중 다수는 대체 불가능한 정예 병력이었다. 리 전투를 포함한 3월 21일에서 4월 30일까지의 독일군 사상자는 348,300명으로 보고되었다. 이 긴 기간 동안의 연합군 사상자 수치는 프랑스군 92,004명, 영국군 236,300명으로 총  328,000명c.이었다. 1978년 미들브룩은 3월 21일 전투에 참여한 31개 독일군 사단의 사상자가  39,929명c.이었고, 영국군 사상자는  38,512명c.이었다고 기록했다. 미들브룩은 또한 4월 5일까지 영국군 사상자가  160,000명c. (전사자 22,000명, 포로 75,000명, 부상자 65,000명), 프랑스군 사상자가  80,000명c., 독일군 사상자가  250,000명c.이었다고 기록했다. 2002년 마릭스 에반스는 239,000명의 사상자가 발생했으며, 그 중 상당수는 대체 불가능한 Stoßtruppen이었다. 영국군 사상자는 177,739명이었고, 그 중 77,000명이 포로로 잡혔다. 미군 사상자는 77명, 프랑스군 사상자는 77,000명이었고, 그 중 17,000명이 포로로 잡혔다.
연합군은 또한 포병 1,300문, 기관총 2,000정, 전차 200대를 잃었다. 2004년 자베츠키는 독일군 사상자가 239,800명, 영국군 사상자가 177,739명, 프랑스군 사상자가 77,000명이라고 기록했다.

## 문화적 언급
로버트 케드릭 셰리프의 희곡 여정의 끝 (1928년 초연)은 미카엘 작전 전인 3월 18일부터 21일까지 생캉탱을 마주보는 영국군 참호의 장교 참호실을 배경으로 한다. 예상되는 "대규모 독일군 공격"에 대한 언급이 자주 나오며, 희곡은 독일군 포격이 시작되면서 막을 내리는데, 이 포격으로 주요 등장인물 중 한 명이 사망한다.
존 버캔의 1919년 책 미스터 스탠드패스트에서 이 전투는 첩보 작전의 절정이다.
배틀필드 1에는 미카엘 작전을 나타내는 두 개의 지도가 있다: 생캉탱 상흔과 아미앵.
태드 윌리엄스의 아더랜드: 황금 그림자의 도시에서 독자에게 소개되는 첫 번째 인물은 폴 조나스로, 그는 1918년 3월 24일 이프르와 생캉탱 근처의 서부 전선에서 연합군을 위해 싸우고 있다.
1966년 영화 대야망은 미카엘 작전을 브루노 스타헬(조지 페퍼드)의 비행대가 지상 공격과 연합군 공군과의 공중전을 지원하는 대규모 독일 공세로 묘사한다. 한 조종사가 푸른 훈장을 받는 것을 축하하는 비행대 파티에서 장군(제임스 메이슨)은 서부 전선에 6,000문의 포가 포격될 예정이며, 최근 러시아의 패배로 동부에서 병력이 풀려 서부군을 강화할 수 있게 되었음을 언급하고, 미국이 효과적으로 개입하기 전에 공세에서 승리하여 독일이 전쟁에서 승리할 것이라는 최고 사령부의 희망을 표명한다. 막간 후 영화의 후반부는 독일군 공격의 붕괴와 군대의 후퇴로 시작된다.

## 같이 보기
- 빌레르-브르통뇌 제1차 전투
- 빌레르-브르통뇌 제2차 전투

## 내용주
1. ↑  Battles and actions described follow the publication: The Official Names of the Battles and Other Engagements Fought by the Military Forces of the British Empire during the Great War, 1914–1919 and the Third Afghan War, 1919: Report of the Battles Nomenclature Committee as approved by the Army Council.[1]
2. ↑  Allied commentators described German infantry attack methods as Hutier tactics because General Oskar von Hutier had commanded the attack on Riga in late 1917 and because the 18th Army under his command had advanced the furthest during Operation Michael but the methods used in 1918 had been developed in the trench warfare of the Western Front 1915–1917. German artillery tactics in 1918 were also the product of years of development but became ascribed to Colonel Georg Bruchmüller, who had planned the artillery bombardment for the attack on Riga, due to his "talent as a self-publicist" after the war.[13]
3. ↑  Lieutenant Herring was awarded a 빅토리아 십자훈장 when repatriated after the war.[53]
4. ↑  An example of the rearguard action fought by the Fifth Army is given on a website dedicated to the Bedfordshire regiment.[31]
5. ↑  The physical and mental stress on the RFC pilots engaged in ground strafing, is detailed in Winged Victory, a semi-autobiographical novel by V. M. Yeates of 46 Squadron, who was shot down by machine-gun fire on 25 March 1918.
6. ↑  Lieutenant Colonel John Stanhope Collings-Wells, VC, DSO won a posthumous 빅토리아 십자훈장 for his handling of the 4th Bedfordshires throughout the battle.[86]

## 참고 문헌
책
- 처칠, W. S. C. (1928). 《세계 위기》 오담스판. 런던: 손턴 버터워스. OCLC 4945014.
- 크러트웰, C. R. M. F. (1982). 《대사 전쟁사 1914–1918》 재인쇄판. 런던: 그라나다. ISBN 0-586-08398-7.
- 에드먼즈, J. E.;  외. (1995). 《프랑스 및 벨기에 군사 작전, 1918: 독일 3월 공세 및 그 전조》. 제국 국방 위원회 역사부 지시에 따른 공식 문서를 기반으로 한 대전쟁사 I 제국 전쟁 박물관 및 배터리 프레스판. 런던: HMSO. ISBN 0-89839-219-5.
- 에드먼즈, J. E.;  외. (1995). 《프랑스 및 벨기에 군사 작전, 1918: 3월–4월: 독일 공세 지속》. 제국 국방 위원회 역사부 지시에 따른 공식 문서를 기반으로 한 대전쟁사 II 제국 전쟁 박물관 및 배터리 프레스판. 런던: 맥밀란. ISBN 0-89839-223-3.
- 폴스, C. (1922). 《제36 (얼스터) 사단 역사》 콘스터블 1996판. 벨파스트: 맥코, 스티븐슨 & 오어. ISBN 0-09-476630-4.
- 폴스, C. (1992). 《프랑스 및 벨기에 군사 작전 1917: 힌덴부르크선으로의 독일군 후퇴 및 아라스 전투》. 제국 국방 위원회 역사부 지시에 따른 공식 문서를 기반으로 한 대전쟁사 I 제국 전쟁 박물관 및 배터리 프레스판. 런던: HMSO. ISBN 0-89839-180-6.
- 그레이, R. (1991). 《카이저슐라흐트 1918: 독일군의 마지막 공세》. 오스프리 전역 시리즈 XI. 런던: 오스프리. ISBN 1-85532-157-2.
- 하트, P. (2008). 《1918: 매우 영국적인 승리》. 런던: 와이덴펠트 & 니콜슨. ISBN 978-0-29784-652-9.
- 제임스, E. A. (1990). 《1914-1918년 프랑스와 플랑드르에서 영국군이 치른 전투 및 교전 기록》 런던 스탬프 익스체인지판. 올더쇼트: 게일 & 폴든. ISBN 0-948130-18-0.
- 키친, M. (2001). 《1918년 독일 공세》. 스트라우드: 템푸스. ISBN 0752417991.
- 마릭스 에반스, M. (2002). 《1918: 승리의 해》. 런던: 아크투루스. ISBN 0-572-02838-5.
- 미들브룩, M. (1983). 《카이저의 전투 1918년 3월 21일: 독일 춘계 공세 첫날》 펭귄판. 런던: 앨런 레인. ISBN 0-14-005278-X.
- 니콜스, G. H. F. (2004). 《대전쟁의 제18사단》 해군 및 군사 출사판. 런던: 블랙우드. ISBN 1-84342-866-0.
- 로버츠, A. (2006). 《1900년 이래 영어권 사람들의 역사》. 런던: 와이덴펠트 & 니콜슨. ISBN 0-29785-076-8.
- 로완, E. W. J. (1919). 《제54보병여단, 1914–1918; 프랑스 전투 및 웃음의 일부 기록》. 런던: 게일 & 폴든. OCLC 752706407. 2013년 10월 2일에 확인함.
- 새뮤얼스, M. (1995). 《지휘 또는 통제? 영국군 및 독일군 1888–1918년 지휘, 훈련 및 전술》. 런던: 프랭크 캐스. ISBN 0-7146-4214-2.
- 셰필드, G. (2011). 《총사령관: 더글러스 헤이그와 영국군》. 런던: 아우룸 프레스. ISBN 978-1-84513-691-8.
- 셰필드, G.; 본, J. (2005). 《더글러스 헤이그: 전쟁 일기 및 서한 1914–1918》. 와이덴펠트 & 니콜슨. ISBN 0297847023.
- 셰리프, R. C. (1937). 《여정의 끝: 3막 희곡》. 뉴욕: 카우어드-매캔. OCLC 31307878.

논문
- 자베츠키, D. T. (2004). 《작전술과 1918년 독일 공세》 (PhD) 온라인판. 런던: 크랜필드 대학교, 국방 관리 및 안보 분석학과. hdl:1826/3897. ISBN 0-41535-600-8. 2013년 10월 3일에 확인함.

웹사이트
- 체스터, A. G. (2003–2010). “로열 아이리시 푸질리어스 제9 (노스 아이리시 호스) 대대 전쟁 일지, 1917년 9월 1일 ~ 1919년 6월 9일”. 《공식 전쟁 일지 (참고. WO 95/2505)》. 2013년 10월 4일에 원본 문서에서 보존된 문서. 2013년 10월 1일에 확인함.
- 풀러, S. (2013). “1918년 전쟁 일지”. 《대전쟁의 베드포드셔 연대》. 2020년 2월 25일에 원본 문서에서 보존된 문서. 2013년 10월 2일에 확인함.

## 더 읽어보기
- 존스, H. A. (2002). 《공중전: 왕립 공군이 대전쟁에서 수행한 역할》. 제국 국방 위원회 역사부 지시에 따른 공식 문서를 기반으로 한 대전쟁 공중전 역사 IV 해군 및 군사 출사판. 런던: 클래런던 프레스. ISBN 1-84342-415-0. 2014년 10월 5일에 확인함.
- 프라이어, R.; 윌슨, T. (1999). 〈전쟁 승리〉.   데니스, P.; 그레이, J. 《1918년 승리 정의: 1998년 9월 29일 캔버라 국립 컨벤션 센터에서 열린 육군 참모총장 역사 학술대회 회의록》. 캔버라: 육군 역사 부대. ISBN 0-73170-510-6.
- 로버츠, P.; 터커, S., 편집. (2005). 《제1차 세계 대전 백과사전: 정치, 사회 및 군사 역사》. 산타 바바라, CA: ABC-CLIO. ISBN 978-1-85109-420-2.
- 예이츠, V. M. (1974). 《날개 달린 승리》 메이플라워판. 런던: 조너선 케이프. ISBN 0-58312-287-6.